# Teresa Recchia
Gaetana Teresa Recchia (Torino, 29 ottobre 1899 – Parigi, 19 aprile 1935) è stata una politica, sindacalista e rivoluzionaria italiana.

## Biografia
Gaetana Teresa Recchia, nata a Torino il 29 ottobre 1899, aderì alla gioventù socialista durante la prima guerra mondiale. Entrò giovanissima alla FIAT come operaia sellaia e si distinse per la sua attività sindacale e politica. Ben presto strinse uno stretto rapporto di collaborazione con la direzione della Federazione socialista torinese, partecipando in prima fila ai moti proletari contro la guerra e il carovita. Negli anni caldi del dopoguerra, si impegnò a fondo nella costituzione del Partito Comunista d'Italia, offrendo una preziosa esperienza politica e organizzativa. 
Nell'estate del 1924 fece parte della delegazione italiana al V Congresso dell'Internazionale Comunista. Rientrata in Italia, nel 1925 fu arrestata, tornata in libertà, partecipò al Terzo Congresso del PCd'I (Lione, 20-26 gennaio 1926), schierandosi con il centro di Antonio Gramsci. Membro candidato del Comitato centrale, svolse attività in Italia con il suo compagno, Mario Bavassano, fino al marzo 1927, quando furono costretti a emigrare prima in Svizzera poi in Francia. Entrambi si opposero alla “svolta” del 1929-30 e il 30 luglio 1930 furono espulsi dal Partito. Con gli altri oppositori, Pietro Tresso, Alfonso Leonetti e Paolo Ravazzoli, costituirono la Nuova Opposizione Italiana (NOI), sezione italiana dell'Opposizione di sinistra fondata da Lev Trockij. Nel luglio 1933, Teresa e Bavassano in dissenso con la prospettiva di formare una nuova Internazionale, la Quarta Internazionale, ruppero con la NOI e parteciparono alla formazione dell'Union Communiste, organizzazione rivoluzionaria vicina alle posizioni della Sinistra Comunista Italiana. 
In seguito a condizioni di vita particolarmente disagiate, contrasse la tubercolosi, che la condusse a morte prematura il 19 aprile 1935, all'età di 35 anni.